# ذا ويتشر (لعبة فيديو)
ذا ويتشر أو المشعوذ (بالبولندية: Wiedźmin) هي لعبة أكشن تقمص أدوار وتقطيع وذبح طورها سي دي بروجكت ريد ونشرها أتاري. اللعبة مقتبسة من سلسلة روايات تحمل نفس الاسم كتبها الروائي البولندي أندريه سابكوسكي. ذا ويتشر تجري أحداثها عالم خيالي من العصور الوسطى وتحكي قصة جيرالت، وهو واحد من المشعوذين المتبقين - وهم صائدو وحوش منتقلون يعملون مقابل أجر لديهم قدرات خارقة للطبيعة. نظام اللعبة من «الاختيارات الأخلاقي» هو جزء من القصة وملحوظ لعواقبه المتأخرة وافتقاره للآداب السوداء والبيضاء.

## انظر ايضاً
- ذا ويتشر 2: أساسنز أوف كينغز
- ذا ويتشر 3: وايلد هانت
- سيري (شخصية خيالية)

## وصلات خارجية
- ذا ويتشر على موقع IMDb (الإنجليزية)

- الموقع الرسمي